# Zeesluis van Wintam

De Zeesluis van Wintam of kortweg de sluis van Wintam vormt de verbinding tussen het Zeekanaal Brussel-Schelde en de Schelde. 

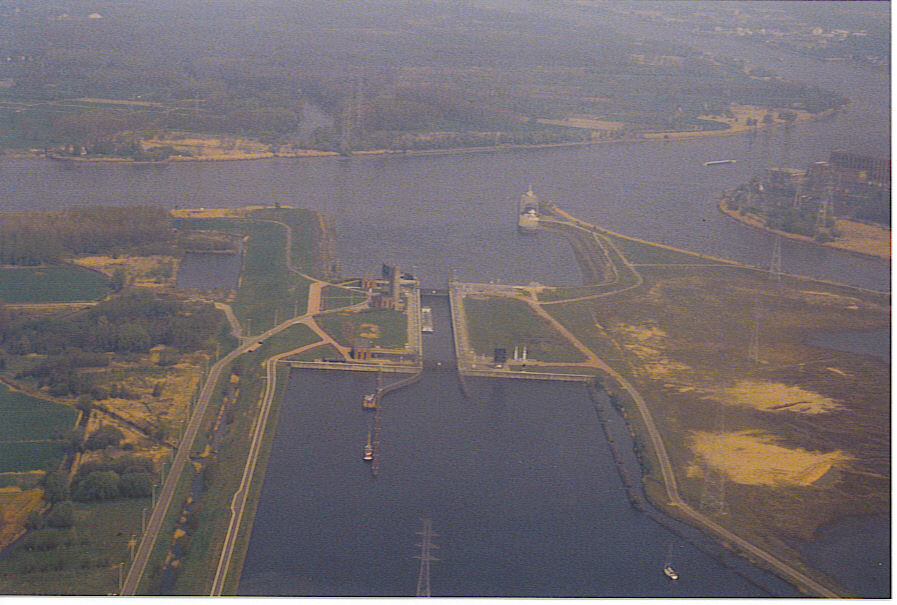
De Zeesluis van Wintam

Het sluiscomplex is gelegen op het grondgebied van de gemeente Bornem ter hoogte van het gehucht Wintam. Deze Klein-Brabantse gemeente ligt in de provincie Antwerpen, een van de vijf provincies van het Vlaamse Gewest. Het sluiscomplex vormt ook de verbinding tot het zogenaamde Noordelijk en Zuidelijk Eiland. Deze twee eilanden waren aanvankelijk bestemd als industriegebied maar zijn nu, na jaren van discussie, een natuurgebied. De eilanden vormen omwille van specifieke omgevingsfactoren en hun ligging een onvervangbare biotoop voor tal van vogels, die dit gebied uitkiezen om te broeden, te overwinteren of uit te rusten tijdens de trek.
De Zeesluis van Wintam verschaft de toegang voor zeevaart, binnenvaart en pleziervaart tot het Zeekanaal en garandeert aldus de bereikbaarheid van de Haven van Brussel voor schepen tot 4500 ton en duwvaartkonvooien tot 9000 ton. Via het Kanaal Brussel-Charleroi wordt de verdere doorvoer naar het Waalse Gewest verzekerd.

## Geschiedenis
Het Zeekanaal Brussel-Schelde (of kortweg het Zeekanaal) begint in de haven van Brussel en eindigt na 35 kilometer aan de sluis van Wintam. In 1477 verleende Maria van Bourgondië toestemming aan de stad Brussel voor het graven van een kanaal evenwijdig met de Zenne dat uitmondde in de Rupel via de sluis van Klein-Willebroek. De graafwerken startten in 1550 en 11 jaar later kon het kanaal ingehuldigd worden. Het hoogteverschil van 14,75 meter werd overbrugd door 5 sluizen.
Op het einde van de 19e eeuw begonnen de werken voor de uitbouw van het kanaal voor zeeschepen, het Zeekanaal. Door het uitbreken van WOI moest het pas gebouwde kanaal worden hersteld en het nieuwe kanaal werd plechtig ingehuldigd door koning Albert I op 22 november 1922. Dit nieuwe Zeekanaal telde nog slechts 3 sluizen.
In 1967 werden moderniseringsplannen goedgekeurd en werd het kanaal doorgetrokken tot aan de Zeeschelde via de oude en veel kleinere sluis van Wintam. De oude sluis is gelegen aan de andere kant van het ‘moderne’ Noordelijk Eiland en vormt de verbinding met het Zuidelijk Eiland. De oude sluis is helemaal dicht geslibd en wordt niet meer gebruikt.
Om de getijwerking op de Rupel te vermijden, een continue doorvaart te verzekeren en om de capaciteit van het Zeekanaal te vergroten en toe te laten dat ook zeegaande schepen vlot het Zeekanaal zouden kunnen bereiken, werd in 1997 de monding van het kanaal voor een tweede keer verlegd naar de Zeeschelde via de nieuwe Zeesluis van Wintam. Het aantal sluizen werd ook nu weer verminderd, waardoor er nog maar 2 sluizen zijn op het moderne Zeekanaal.

## Gegevens sluis
De nieuwe Zeesluis heeft een lengte van 250 meter en is 25 meter breed. De maximale diepgang in de sluis is 8,80 meter en de vrije hoogte 48 meter. De sluis kan schepen met een capaciteit tot 10000 ton aan. Dergelijke grote schepen kunnen maar varen op het traject van Wintam tot Willebroek. Vanaf Willebroek is de maximumtonnenmaat 4500 ton. Deze afmetingen maken de sluis geschikt voor zowel beroepsgerelateerde scheepvaart (binnenvaart, short sea shipping, zeevaart) als pleziervaart. De sluis wordt ook continu bediend.
De voorhaven van de sluis wordt regelmatig gebaggerd om de toegang tot de sluis te blijven garanderen. Maandelijks worden de voorhaven en de Schelde ook gepeild. Een zandrug onder water, die hinderlijk kan zijn voor de scheepvaart, werd ontdekt nabij de aansluiting van het toegangskanaal naar de Boven-Zeeschelde.

## Trafieken
In 2016 versaste de sluis van Wintam 14.008 schepen, goed voor een totaal tonnage van 9.716.735 ton.
Onderstaande tabel geeft enkele gegevens weer over de zeevaart op het Zeekanaal Brussel-Schelde.
| ZEEVAART                   | Totaal 2016 | Totaal 2015 | Evolutie 2016/2015 |
| -------------------------- | ----------- | ----------- | ------------------ |
| Tonkilometer               | 8.957.689   | 8.705.974   | + 2,9%             |
| Vervoerde tonnage          | 1.097.378   | 1.022.102   | + 7,4%             |
| Ladingen (ton)             | 139.567     | 217.613     | - 35,9%            |
| Lossingen (ton)            | 957.811     | 808.069     | + 18,5%            |
| Aantal geladen schepen     | 318         | 322         | - 1,2%             |
| Aantal ledige schepen      | 311         | 313         | - 0,6%             |
| Aantal schepen             | 629         | 635         | - 0,9%             |
| Gem. ton per geladen schip | 3.451       | 3.174       | + 8,7%             |

Deze tabel vergelijkt het aantal vervoerde standaardcontainers door de sluis van Wintam met het aantal vervoerde standaardcontainers over de Schelde.
| Beschrijving           | Schelde    | Sluis Wintam |
| ---------------------- | ---------- | ------------ |
| TEU geladen containers | 43.109 TEU | 107.989 TEU  |
| TEU ledige containers  | 19.223 TEU | 57.853 TEU   |
| Totaal TEU containers  | 62.332 TEU | 165.842 TEU  |

## Regelgeving
Het Zeekanaal Brussel-Schelde valt onder het beheer van de NV Waterwegen en Zeekanaal. Deze organisatie beheert, exploiteert en commercialiseert multifunctioneel een deel van de Vlaamse waterwegen in functie van het watergebonden transport, milieu, waterbeheersing en recreatie. Waterwegen en Zeekanaal NV valt onder de jurisdictie van het Vlaams Gewest.
De reglementeringen die van toepassing zijn op de Zeeschelde en het Zeekanaal zijn:
- Het Algemeen Reglement der Scheepvaartwegen van het Koninkrijk bepaalt de regels die op het Belgische waterwegennet van toepassing zijn (Koninklijk besluit van 15 oktober 1935).
- Het Reglement betreffende het Zeekanaal van Brussel naar de Rupel en de Haveninrichtingen van Brussel (KB van 18 augustus 1975).
- Scheepvaartreglement voor het kanaal Brussel-Schelde.
- Politiereglement van de Beneden-Zeeschelde (KB van 23 september 1992).
- Scheepvaartreglement van de Beneden-Zeeschelde (KB van 23 september 1992).

Het aanwenden van loodsen is verplicht voor zeeschepen op het kanaal Brussel-Schelde volgens het Besluit van de Vlaamse Regering tot vaststelling van het scheepvaartreglement voor het kanaal Brussel-Schelde van 18 november 2005. De raad van bestuur van Waterwegen en Zeekanaal NV heeft deze loodsplicht versoepeld voor kleine zeevaartuigen die het zeekanaal aanlopen.